# Пищек, Лукаш
Лу́каш Пи́щек (пол. Łukasz Piszczek; 3 июня 1985, Чеховице-Дзедзице) — польский футболист, защитник; тренер. Выступал за национальную сборную Польши.

## Клубная карьера
В 2001 году присоединился к «Гварек Забже», с которыми он завоевал в 2003 году польский молодёжный чемпионат. В 2004 году он был подписан «Гертой» и сразу же отдан в аренду в «Заглембе». С «Заглембе» он выиграл чемпионат лиги сезона 2006/07. Осенью 2007 года «Герта» вернула игрока. Он забил свой первый гол в Бундеслиге 26 апреля 2008 в матче против «Ганновера».
Пропустил большую часть первой половины сезона 2008/09 из-за травмы бедра, которая в конечном итоге потребовала хирургического вмешательства. Он восстановился в феврале 2009, но снова получил небольшую травму, теперь уже колена. Наконец, к апрелю все его травмы закончились и он снова вернулся на поле.
19 мая 2010 года в качестве свободного агента подписал трёхлетнее соглашение с дортмундской «Боруссией».
В мае 2013 года, после финала Лиги чемпионов, в котором «Боруссия» Дортмунд уступила мюнхенской «Баварии» со счётом 1:2, выбыл из строя на пять месяцев из-за рецидива травмы бедра.
13 марта 2018 года досрочно продлил контракт с «Боруссией» до 30 июня 2020 года.
По окончании сезона 2020/21 покинул «Боруссию». 22 мая 2021 года в прощальном матче с «Байером» Пищек вышел в роли капитана.
В следующем сезоне присоединился к родному клубу «Гочалковице». 3 марта 2023 года стал играющим тренером. 6 июня 2024 года в своём последнем матче за команду против «Ключборка» отличился забитым мячом.
27 июня 2024 года «Боруссия» объявила о возвращении Лукаша в клуб в качестве ассистента Нури Шахина в сезоне 2024/25.

## Карьера в сборной
Победитель и лучший игрок мемориала Ежека 2002 года.
Первый раз на поле в футболке сборной Лукаш вышел в товарищеском матче против Эстонии 3 февраля 2007 года.
6 июня 2008 года он был включён в польскую заявку на Евро 2008 из-за травмы Якуба Блащиковски. Сыграл один матч против сборной Германии, но вскоре получил травму на тренировке и дальнейшего участия на Евро не принял.
4 августа 2018 года принял решение о завершении карьеры в сборной.

## Достижения
«Заглембе»
- Чемпион Польши: 2006/07

«Боруссия» (Дортмунд)
- Чемпион Германии (2): 2010/11, 2011/12
- Обладатель Кубка Германии (3): 2011/12, 2016/17, 2020/21
- Обладатель Суперкубка Германии (3): 2013, 2014, 2019

## Личная жизнь
Лукаш Пищек родился в Чеховице-Дзедзице. Его отец, тренер местного футбольного клуба, решил привлечь его к одному из учебных занятий в возрасте 7 лет. Его брат, Томаш, тоже играет в футбол.
С 2009 года женат на Еве Пищек. Трое детей: две дочери Сара (03.03.11) и Нел (16.02.16), и сын Патрик (11.04.18).